# José Menéres Pimentel
José Manuel Menéres Sampaio Pimentel ComC • GOL (Lisboa, 11 de Agosto de 1928 - 13 de Fevereiro de 2014) foi um jurista e político português. Primo em segundo grau de Maria Alberta Menéres.

## Biografia
Licenciou-se em Direito na Faculdade de Direito da Universidade de Lisboa. Foi nomeado delegado do procurador da República, em 1951, juiz de Direito, em 1957, e procurador da República no Tribunal Cível de Lisboa, em 1958. Entre 1960 e 1980 exerceu a actividade de advogado, na Comarca Judicial de Lisboa.
Militante do Movimento Democrático Português, antes do 25 de Abril, ajudou à fundação do Partido Popular Democrático, em Maio de 1974. Foi deputado à Assembleia da República e presidente do Grupo Parlamentar do PPD/PSD, chegando a líder provisório da Comissão Política Nacional, de 1978 a 1979. Foi membro dos VII e VIII Governos Constitucionais, como ministro da Justiça e ministro da Justiça e da Reforma Administrativa, respectivamente.
Foi eleito juiz conselheiro do Supremo Tribunal de Justiça, em 1986, e provedor de Justiça, em 1992, acumulando o cargo de membro do Conselho de Estado, por inerência, até 2000. Sucedeu-lhe Henrique Nascimento Rodrigues.
A 9 de Junho de 2000 foi agraciado com a Grã-Cruz da Ordem Militar de Nosso Senhor Jesus Cristo e a 25 de Abril de 2004 com o grau de Grande-Oficial da Ordem da Liberdade.
Casou em Lisboa, São João de Deus, a 15 de Abril de 1957 com Maria Helena Gorjão Nápoles de Ornelas Martins Ferreira (Lisboa, São Jorge de Arroios, 11 de Fevereiro de 1931), com geração.